# هارييت هوسمر
هارييت هوسمر (بالإنجليزية: Harriet Hosmer)‏ هي نحّاتة أمريكية، ولدت في 9 أكتوبر 1830 في وترتاون في الولايات المتحدة، وتوفي بنفس المكان في 21 فبراير 1908.

## معرض صور

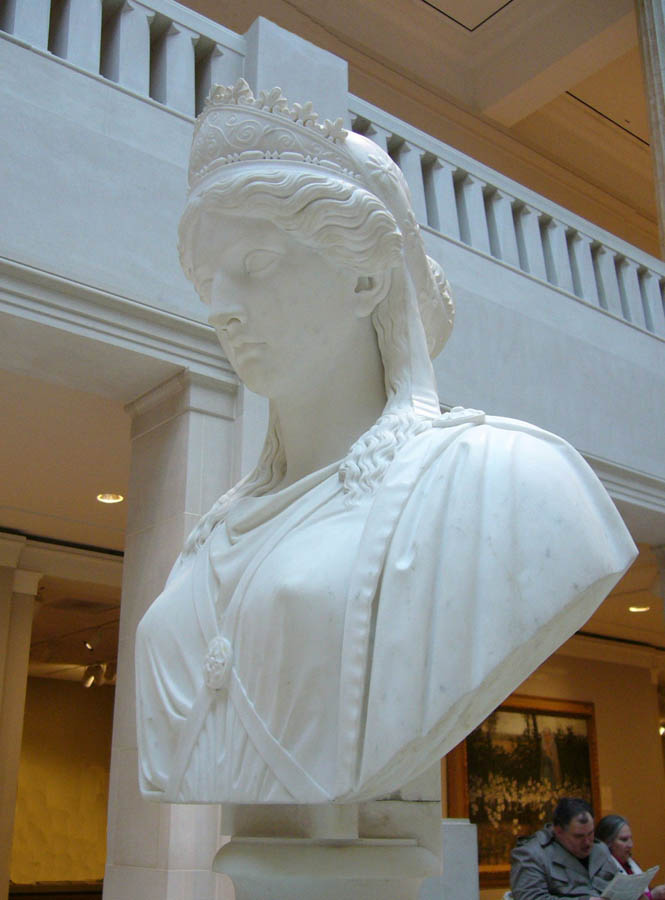
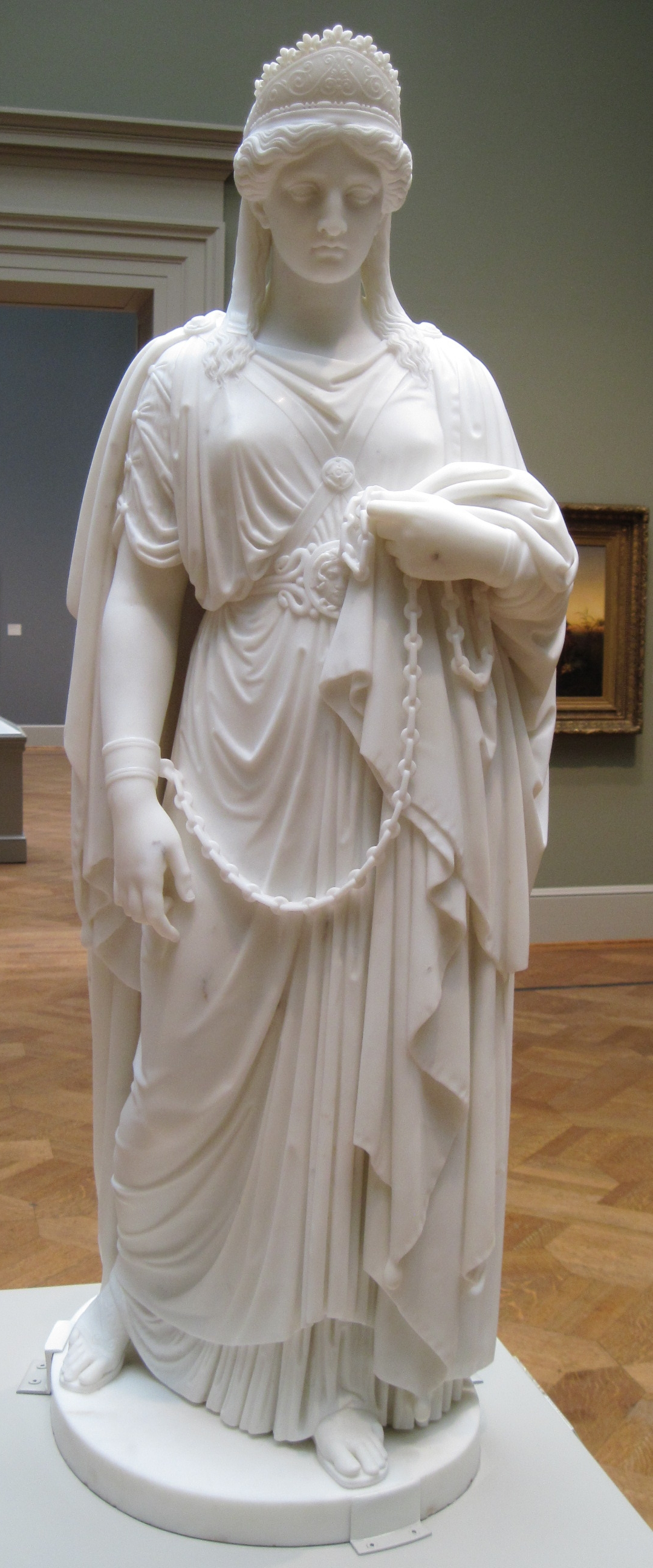
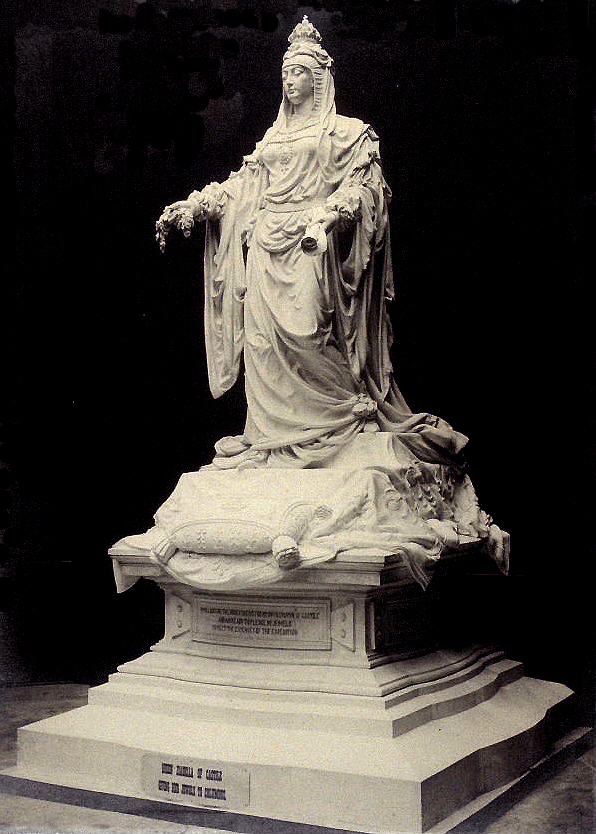
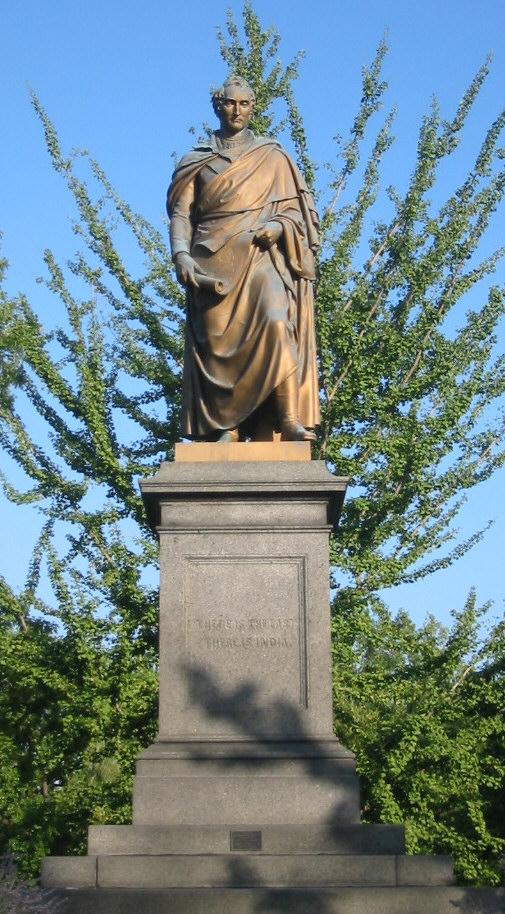
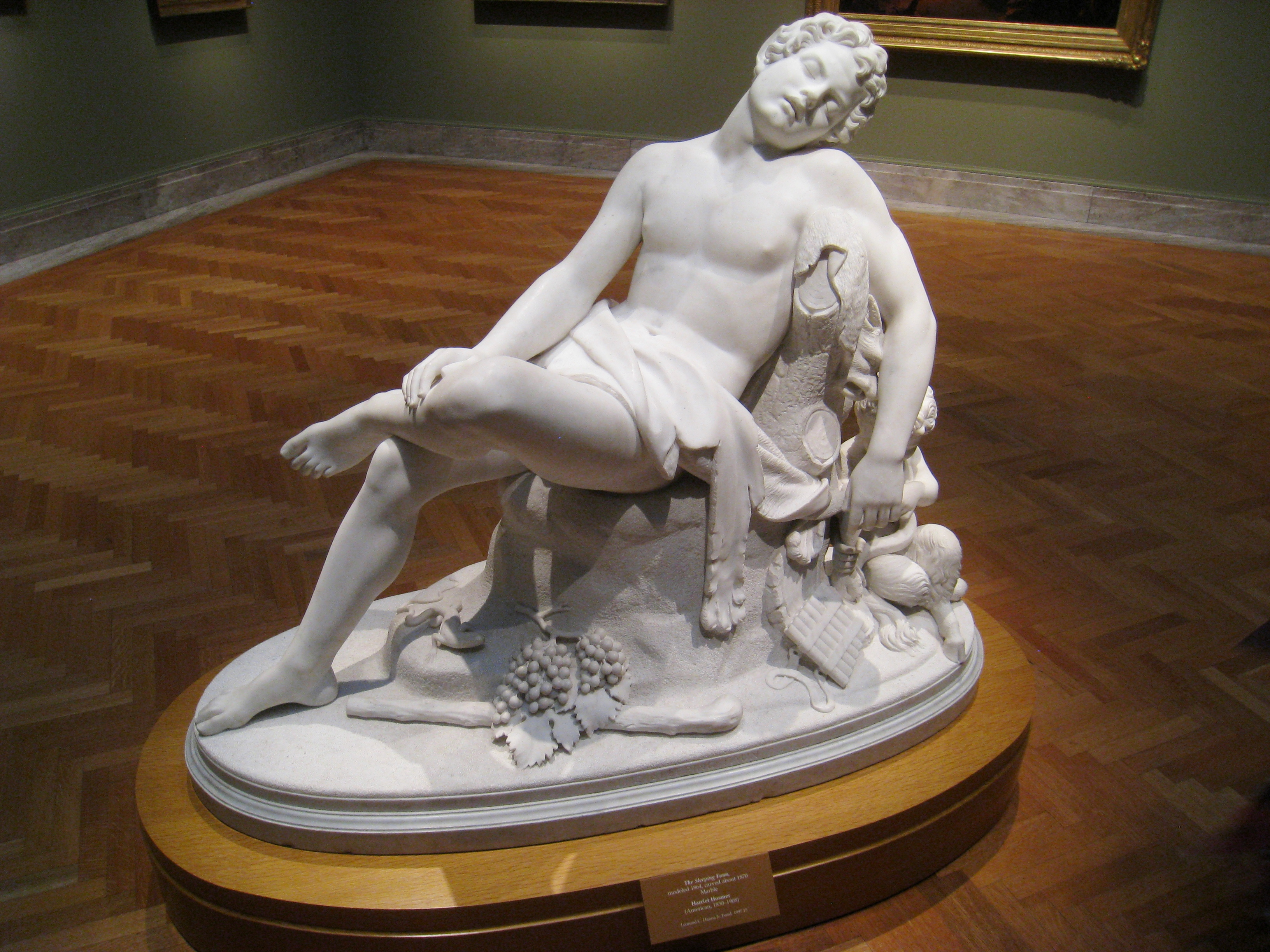

## وصلات خارجية
- هارييت هوسمر على موقع الموسوعة البريطانية (الإنجليزية)
- هارييت هوسمر على موقع إن إن دي بي (الإنجليزية)